# Alexander Grant (ballerino)
Alexander Marshall Grant (Wellington, 22 febbraio 1925 – Londra, 30 settembre 2011) è stato un ballerino e direttore artistico neozelandese.

## Biografia
Figlio di albergatori, Alexander Grant cominciò a danzare all'età di sei anni e nella prima adolescenza vinse una borsa di studio per la Royal Ballet School. Tuttavia, lo scoppio della seconda guerra mondiale gli impedì di trasferirsi nel Regno Unito e continuò la sua formazione al Wellington College, esibendosi per intrattenere le truppe durante il conflitto.
Riuscì a trasferirsi a Londra soltanto nel 1945 e dopo un anno di studi fu scritturato dalla Sadler's Wells Theatre Company. Grazie alla mancanza di ballerini maschi causata dalla guerra, Grant ebbe una carriera fulminea con il Royal Ballet e nel 1950 fu promosso al rango di primo ballerino della compagnia. Immediatamente dopo il suo arrivo al Covent Garden fu notato da Frederick Ashton, che lo volle come protagonista maschile nel pas de deux Façade. Nel 1947 invece Léonide Massine lo scelse come protagonista di Mam'zelle Angot, in cui fu partner di Margot Fonteyn. L'anno successivo Ashton scrisse il primo di oltre una ventina di ruoli composti specialmente per Grant, quello principale ne Les Sirènes.
Dopo la promozione ad étoile, il sodalizio con Ashton si intensificò e il coreografo gli affidò una trentina di ruoli, molti dei quali demi-caractère. Molto noto per le sue abilità comiche e i jeté, Grant danzò molti ruoli da caratterista per Ashton, tra cui Bryaxis in Dafni e Cloe (1951), Eros in Sylvia (1952), Tirrenio in Ondine (1958), Alain ne La fille mal gardée (1960) e Bottom in The Dream (1964). La bassa statura gli impedì di ricoprire molti dei tradizionali ruoli maschili di stampo aristocratico (come Albrecht in Giselle o Siegfried ne Il lago dei cigni), ma la buona tecnica e le grandi capacità attoriali gli permisero di interpretare personaggi eccentrici come il dottor Coppélius in Coppélia e Drosselmeyer ne Lo schiaccianoci. Inoltre danzò con successo il ruolo eponimo in oltre cinquanta rappresentazioni di Petruška.
Nel 1971 cominciò a diradare l'attività sulle scene e dedicarsi alla direzione di Ballet for All. Nel 1976 originò il suo ultimo ruolo per Ashton, quello di Yslaev in A Month in the Country, e al termine delle rappresentazioni diede l'addio alla compagnia. Dal 1976 al 1983 fu direttore artistico del National Ballet of Canada, dove ampliò il repertorio della compagnia con balletti di Ashton, John Cranko, Kenneth MacMillan e Maurice Béjart. Di ritorno a Londra, cominciò ad insegnare all'English National Ballet, continuando a calcare occasionalmente le scene come caratterista in ruoli quali Doctor Coppélius, Herr Drosselmeyer e Madge ne La Sylphide.

### Vita privata
Dopo una relazione con la ballerina Nadia Nerina durata alcuni con anni e terminata nel 1953, Grant intraprese una relazione con Frederick Ashton. Anche dopo la fine della loro storia, Grant e Ashton rimasero in ottimi rapporti: Grant continuò a danzare le sue coreografie e, alla sua morte, Ashton gli lasciò in eredità i diritti d'autore di due dei suoi balletti più popolari, Façade e La fille mal gardée. Successivamente ha avuto una lunga relazione con Jean-Pierre Gasquet, durata cinquantaquattro anni e terminata con la morte di Grant nel 2011 all'età di ottantasei anni.